# Àngel Artero
Àngel Artero (Barcelona, ? - Barcelona, 1965) fou un boxejador i preparador físic català.
Iniciat al Boxing Club Barcelona el 1913, el 1921 s'afilià al Punching Ball Club del barri de Gràcia. Boxejà en les categories de pes mitjà i wèlter en dinou combats, dels quals guanyà sis.
Retirat el 1924, poc després començà a exercir de preparador físic. Ocupà el càrrec de mànager del Punching Ball Club, on promogué l'anomenada Escola de Gràcia, que es caracteritza per una acurada preparació física i un acurat estudi dels rivals, per sobrietat i intel·ligència a un temps, per un atac metòdic per tots els flancs fins a la completa anul·lació de l'adversari. Entre els seus alumnes destacaren figures com Josep Gironès, Carles Flix, Francesc Ros o Ramon Barbens.
La carrera d'Artero com a figura de primera línia va finalitzar a l'acabar la guerra civil, quan la policia franquista el va torturar dins de la campanya sistemàtica de persecució als seus pupils (Gironès va fugir a l'exili, Flix va ser afusellat i Ros va desaparèixer en un camp de concentració alemany). Àngel Artero va morir a Barcelona l'agost de 1965.